# Sokawera (Padamara)
Sokawera is een bestuurslaag in het regentschap Purbalingga van de provincie Midden-Java, Indonesië. Sokawera telt 2112 inwoners (volkstelling 2010).